# Solenopsis tonsa
Solenopsis tonsa är en myrart som beskrevs av Thompson 1989. Solenopsis tonsa ingår i släktet eldmyror, och familjen myror. Inga underarter finns listade i Catalogue of Life.

## Bildgalleri

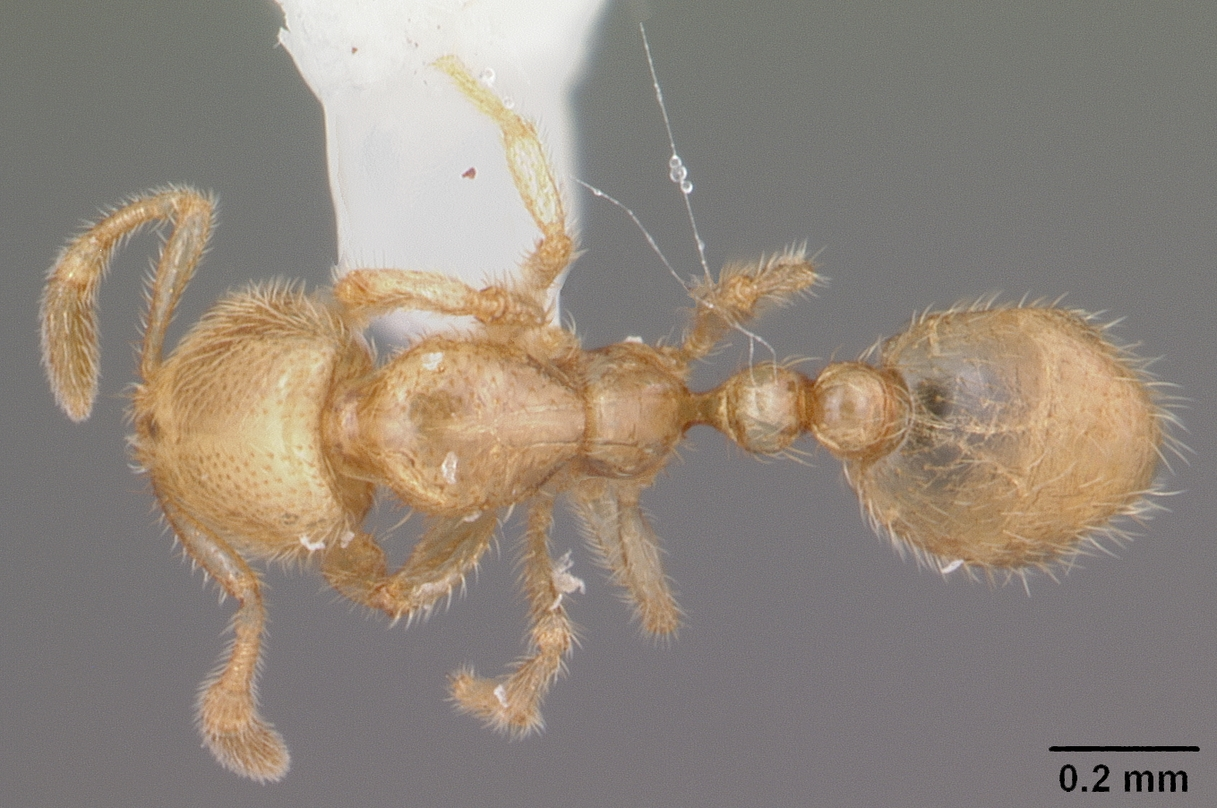
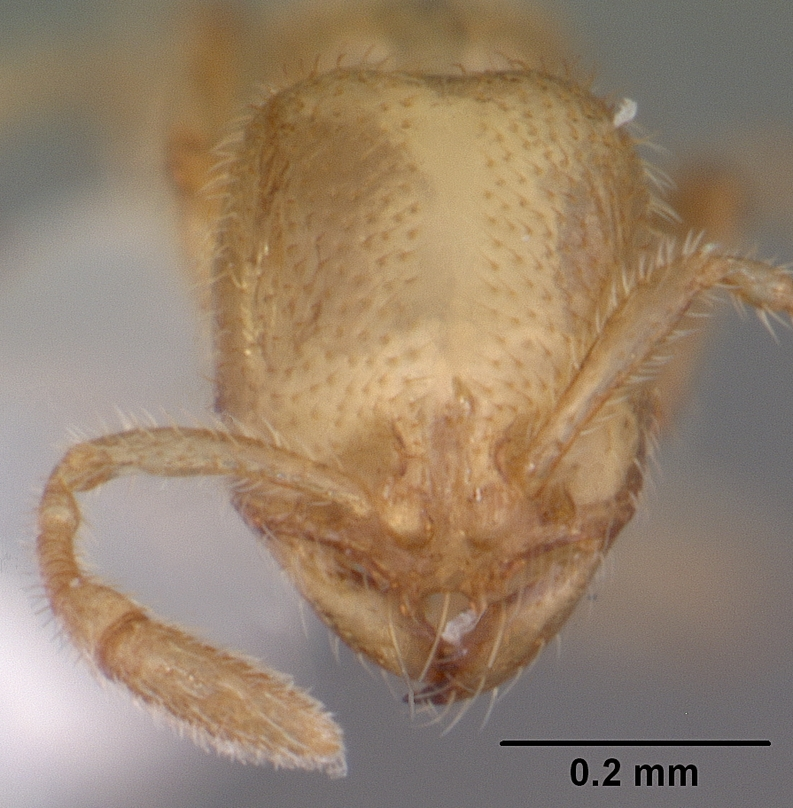
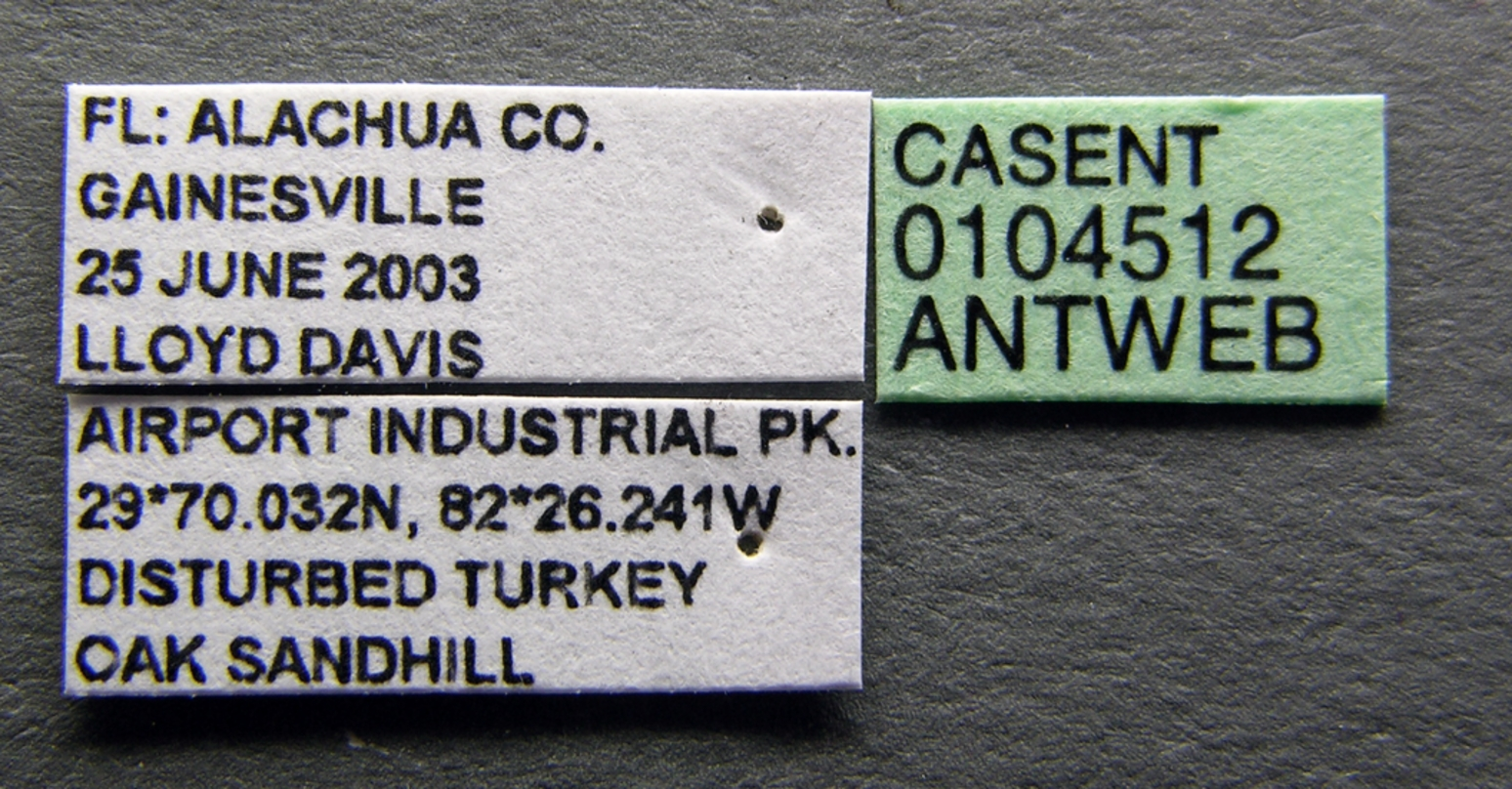
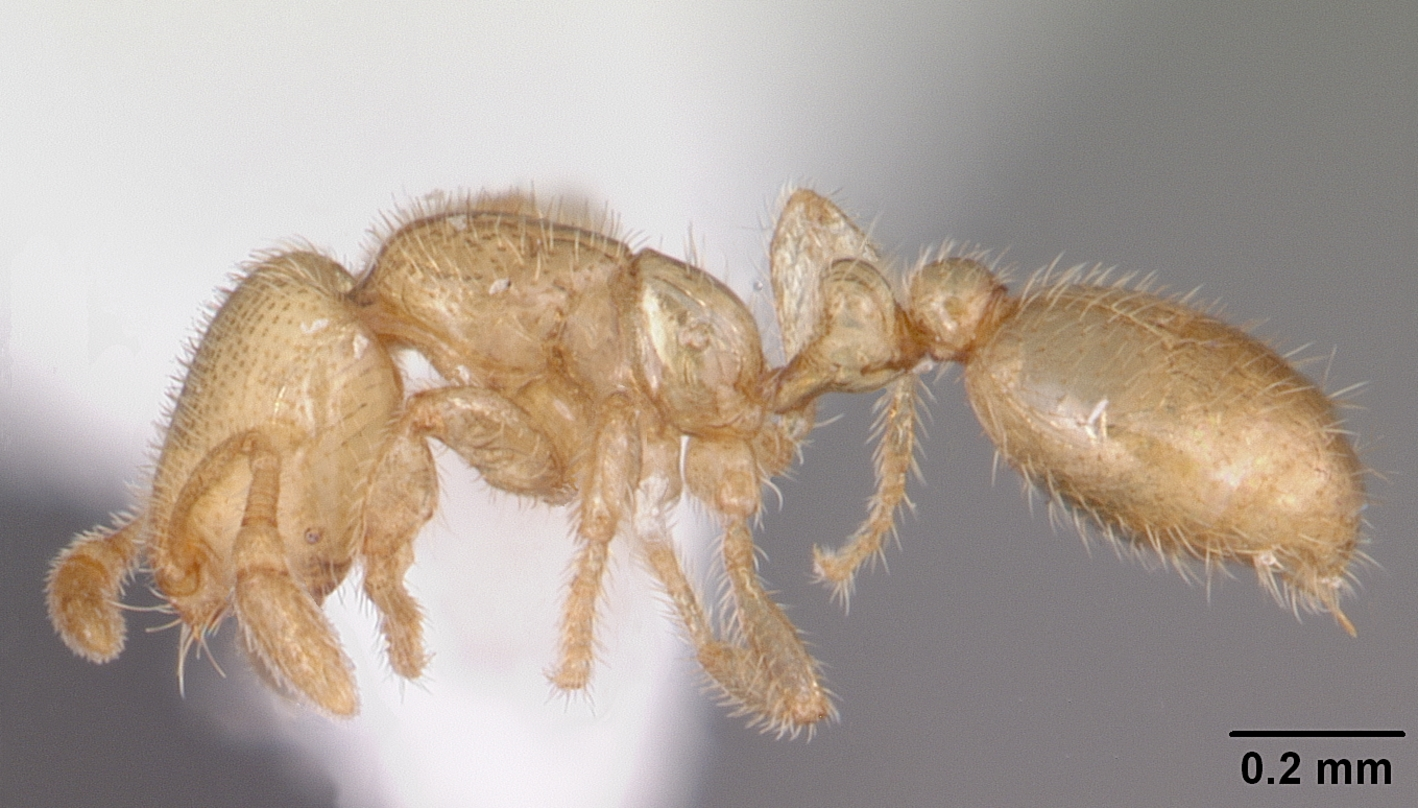